# Avril 1790
Cette page présente les faits marquants du mois d'avril 1790.

## Événements

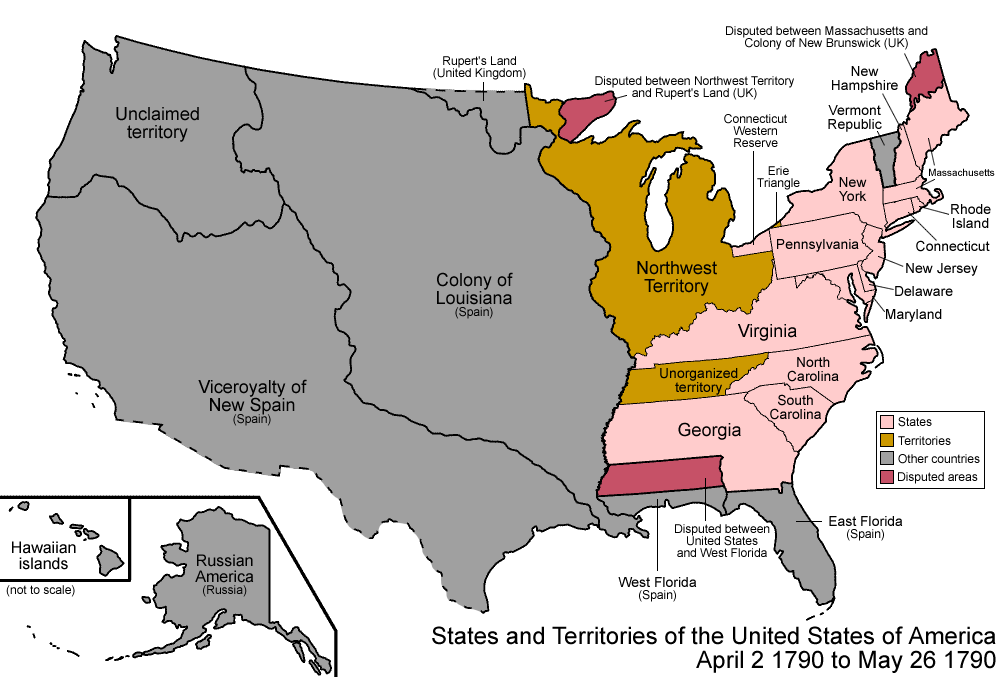
2 avril - 26 mai 1790

- 2 avril, États-Unis : le Congrès accepte la cession des comtés occidentaux de la Caroline du Nord. La région devient un territoire non organisé[1].
- 9 avril : Mulay-el-Yazid succède à son père Sidi Mohammed ibn Abd-Allah comme sultan du Maroc[2] après une existence mouvementée. Ses abus le rendent impopulaire. Il est tué en 1792 en combattant son frère Mulay Hicham.
- 10 avril : le Congrès vote le Copyright Act. Cette loi protège les œuvres pour 14 ans, renouvelable une fois si l'auteur était encore en vie à l'expiration de la première période. Soumis à une demande, ce copyright fut en pratique peu exercé, avec 556 titres protégés entre 1790 et 1799 sur 13 000 titres publiés. Cette loi excluait explicitement les ouvrages étrangers du champ de sa protection.

- 22 avril, France : la Constituante répudie le droit de conquête.
- 27 avril, France : fondation du Club des Cordeliers par Danton, Camille Desmoulins, Fabre d'Églantine, Marat, Hébert, Roux, Chaumette, Ronsin, Chabot.
- 30 avril, France : institution des tribunaux de jurés.

## Naissances
- 4 avril : Jean-Baptiste Charles Bélanger (mort en 1874), mathématicien français.

## Décès
- 17 avril : Benjamin Franklin (né en 1706), diplomate, scientifique et inventeur, connu pour ses expériences sur l'électricité.
- 29 avril : Charles-Nicolas Cochin le Jeune, dessinateur et graveur (1715-1790).